# Forca d'Acero
Forca d'Acero è un valico stradale dell'appennino abruzzese (Monti Marsicani) posto a 1 538 m s.l.m. lungo lo spartiacque appenninico primario tra Abruzzo e Lazio, tra la provincia dell'Aquila e quella di Frosinone, collegando i comuni di Opi e San Donato Val di Comino, attraversato dalla Strada statale 509 di Forca d'Acero e segnavia occidentale del Parco nazionale d'Abruzzo, Lazio e Molise.

## Descrizione

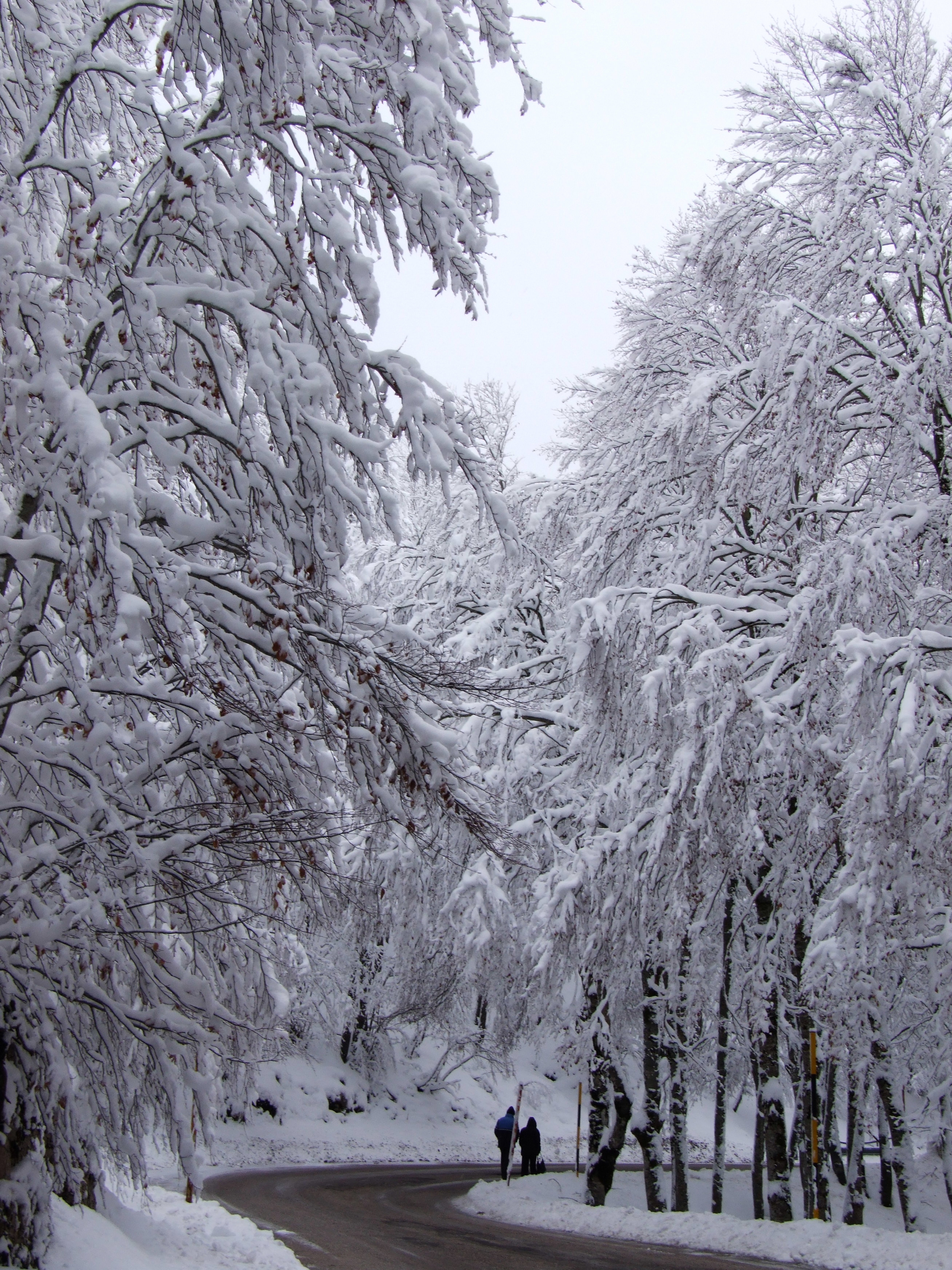
Faggeta innevata

La sua importanza è dovuta al fatto che rappresenta l'unico accesso stradale diretto alla zona del Parco Nazionale d'Abruzzo attraverso l'Appennino laziale dalla zona del frusinate e viceversa, rivestendo dunque anche un ruolo di importanza turistica ed uno dei pochi passi appenninici che collegano le due provincie assieme al valico di Serra Sant'Antonio posto più a nord sulla stessa linea di confine. Si tratta dunque di un valico di montagna, poco trafficato, utilizzato per scopi prevalentemente turistici sia d'inverno che d'estate, con il maggior dislivello sul versante laziale e dall'aspetto paesaggistico tipicamente appenninico.
Il valico possiede un'area attrezzata (ed un rifugio) ed è caratterizzato dal pianoro di Campo Lungo, circondato da boschi e da una faggeta secolare nei pressi del gruppo montuoso del Monte Tranquillo (1841 m s.l.m.). D'estate è punto di partenza di numerose escursioni, mentre d'inverno è luogo di sci di fondo (si trova nei pressi del valico la pista internazionale di Macchiarvana)

### Ciclismo
La salita alla Forca d'Acero è stata affrontata 4 volte nella storia del Giro d'Italia, l'ultima nel 2015, nella tappa  da Fiuggi a Campitello Matese; la salita è stata effettuata per tre volte dal versante laziale e una dal versante abruzzese, più breve, nel 2008.
La salita dal versante laziale presenta un dislivello di 1235 m da Sora e 1187 da Atina, raggiunta con pendenze medie del 5%, massime del 9%, ed è un percorso molto battuto dai cicloamatori nei periodi estivi. Meno impegnativo il versante abruzzese.
Elenco dei ciclisti arrivati per primi in vetta al passo durante le tappe del Giro.
| Anno | Nome                   | Nazionalità |
| ---- | ---------------------- | ----------- |
| 2015 | Steven Kruijswijk      | Paesi Bassi |
| 2008 | Alessandro Spezialetti | Italia      |
| 1985 | Acácio da Silva        | Portogallo  |
| 1970 | Martin Van Den Bossche | Belgio      |